# Вера в буддизме

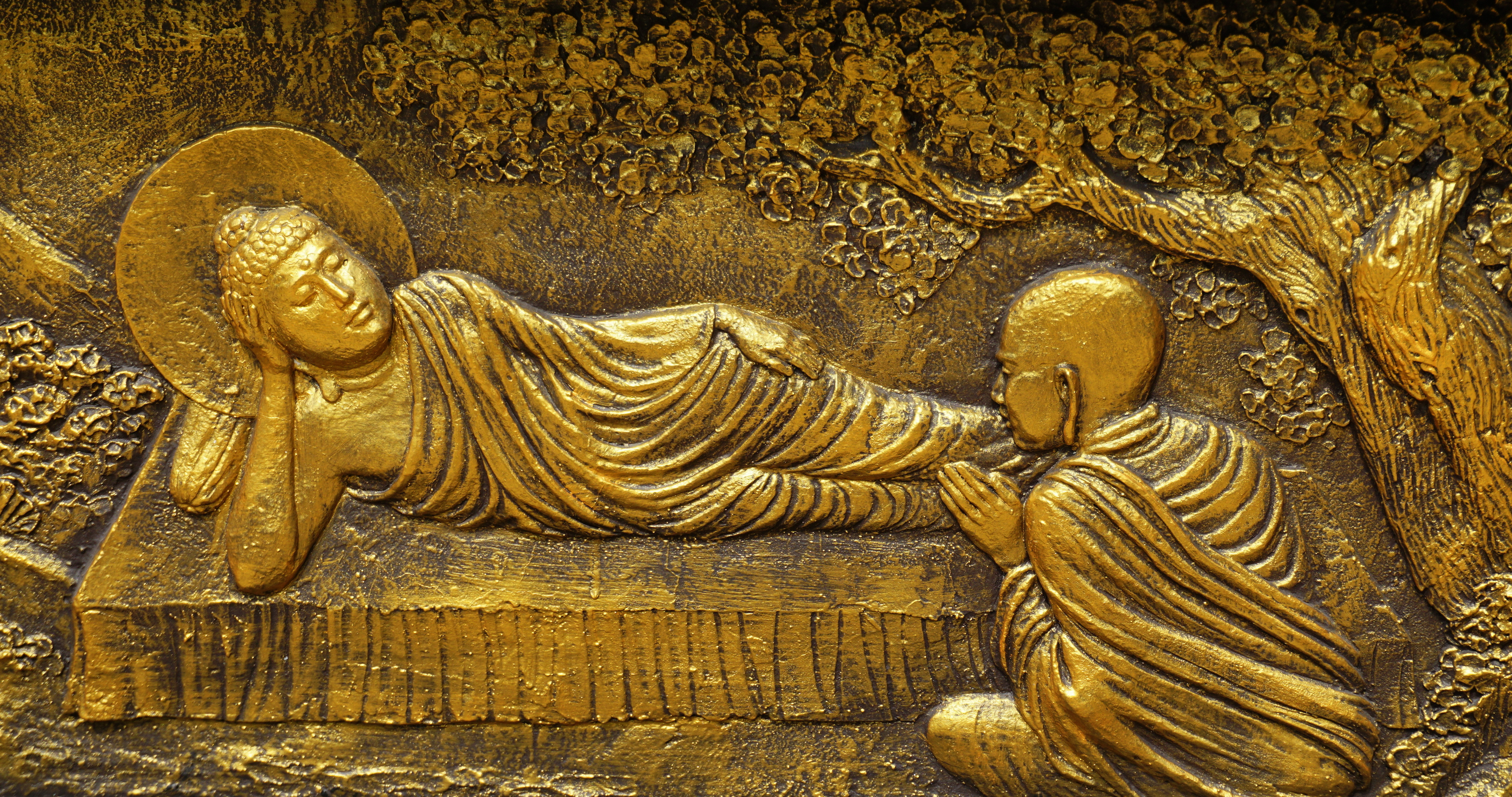
Ананда представляет собой тип верующего ученика Будды

В буддизме понятие вера (пали saddhā, санскр. śraddhā) относится к безупречной приверженности практике учения Будды и доверию в зависимости от традиции Трём драгоценностям или просветлённым и высокоразвитым существам, таким как будды или бодхисаттвы. Буддисты обычно признают несколько объектов веры, но многие особенно преданы одному из них, например конкретному будде. Вера может быть в отношении буддийских концепций, таких как действие кармы в буддизме и возможность просветления.
В раннем буддизме вера была сосредоточена на Трёх драгоценностях, то есть на Будде, его учении (Дхарме) и монашеском сообществе (сангха). Ранний буддизм наиболее высоко расценивал личную проверку духовной истины и считал священные писания, рассудок или веру в учителя менее значимыми источниками авторитета. Как бы ни была важна вера, она была лишь первым шагом на пути к мудрости и просветлению и на заключительном этапе этого пути она изживала себя или переосмысливалась. Ранний буддизм не отвергал мирные подношения божествам. На протяжении всей истории буддизма поклонение божествам, часто имевшим добуддийское и анимистическое происхождение, заимствовалось или преобразовывалось в буддийские практики и верования. В рамках этого процесса такие божества оказывались подчинёнными Трём драгоценностям, которые по-прежнему играли центральную роль.
На поздних этапах буддийской истории, особенно в буддизме махаяны, вере отводилась гораздо более важная роль. Буддисты махаяны стали поклоняться буддам и бодхисаттвам, живущим в Чистых землях, и с ростом культа Будды Амитабхи вера заняла центральное место в буддийской практике. В японском буддизме Чистой Земли считалось, что плодотворно лишь истинное доверие Будде Амитабхе. Другие буддийские практики, такие как целибат и медитация, были признаны неэффективными или противоречащими принципам добродетели веры. Буддисты Чистой Земли определяли веру как состояние, подобное просветлению с чувством самоотрицания и смирения. Объектами поклонения стали некоторые сутры махаяны, такие как Лотосовая сутра, и считалось, что чтение и копирование этих сутр приносит большие заслуги. В нескольких буддийских странах влияние веры на буддийскую религиозность стало решающим в движении милленаризма, что в некоторых случаях привело к свержению правящих династий и другим важным политическим изменениям.
Таким образом, на протяжении всей истории буддизма роль веры возрастала. Однако, начиная с XIX века, в таких странах, как Шри-Ланка и Япония, а также на Западе, буддийский модернизм стал принижать и критиковать значение веры. Вера в буддизме по-прежнему играет важную роль в современной Азии и на Западе, но её понимание отличается от традиционных интерпретаций, при этом всё большее значение приобретают современные ценности и эклектика. Необуддийская община далитов, в частности движение Наваяна, интерпретировала буддийские концепции в свете политической ситуации, связанной с положением далитов в кастовом обществе.

## Роль веры в буддийском учении
Вера определяется как безупречная уверенность в том, что практика учения Будды принесёт плоды. Это доверие и преданность просветлённым или высокоразвитым существам, таким как будды, или бодхисаттвы, или даже некоторым почитаемым монахам или ламам, которых иногда считают живыми буддами. Буддисты обычно признают несколько объектов веры, но многие особенно преданы какому-то одному, например конкретному будде. Буддизм никогда не был сфокусирован на одном авторитете, будь то личность или священное писание. Тексты обычно выступали в качестве руководства, а консенсус в отношении практик достигался путём дебатов и дискуссий.
В буддизме для обозначения веры используются несколько терминов, которые имеют как когнитивные, так и эмоциональные аспекты:
- Шраддха (санскр. śraddhā; пали saddhā; кл. кит. wen-hsin) относится к чувству привязанности или доверия к кому-то другому, или к чувству вовлечённости и приверженности практике[1][6]. Традиционные примеры подобной веры — Ананда, помощник Гаутамы Будды, и Ваккали, ещё один его ученик. Шраддху часто рассматривают как противодействие недоброжелательности, присутствующей в уме[7][8]. Противоположностью шраддхи является санскр. āśraddhya — недостаток способности развивать веру в учителя и учение, и, следовательно, черпать энергию на духовном пути[9]. Слово шраддха происходит от корней шрат («иметь убеждение») и дха («поддерживать»)[10], и, таким образом, по мнению религиоведа Пак Сунгбэ, означает «непоколебимое или устойчивое доверие»[11].
- Прасада (санскр. prasāda; пали pasāda; кл. кит. ching-hsin) — более аффективный вид веры, по сравнению с шраддхой . Этот термин используется в отношении ритуалов и церемоний и относится к чувству безмятежного принятия благословений и величия объекта своей преданности[12]. Слово прасада происходит от префикса пра и корня сад , что означает «опускаться, сидеть» и переводится как «твердо сидеть в состоянии ясности и спокойствия»[11][10]. Таким образом, прасада относится к сосредоточению ума верующего, его приверженности и его возвышенным качествам[13]. Прасада описывается как более спонтанное чувство, чем шраддха[14].

Вера обычно связана с Тремя драгоценностями, то есть с Буддой, Дхармой (его учением) и сангхой (сообществом). Таким образом, она может иметь своим объектом определённых личностей, но в отличие от веры в других индийских религиях (бхакти) связана также с безличными объектами, такими как действие кармы и эффективность передачи заслуг. Вера фокусируется или ведёт к формированию правильных воззрений или пониманию основных аспектов учения Будды, таких как действие кармы, накопление заслуг и перерождение. Что касается Трёх драгоценностей, вера сосредотачивается на характеристиках Будды, Дхармы и сангхи и сорадованию им. Что касается действия кармы, вера относится к убеждению, что все поступки имеют последствия, искусные — положительные, а неискусные — отрицательные. Таким образом, руководствуясь верой человек может вести благочестивую, нравственную и религиозную жизнь. Вера также охватывает такие идеи, как природа существования, его непостоянство и обусловленность, и, наконец, просветление Будды или нирвана и путь практики, ведущий к нирване. Вера подразумевает убеждённость в то, что есть люди, которые достигли нирваны и способны научить пути её достижения.

## История
Хадзимэ Накамура различает в буддизме два направления, которые он описывает как религиозный подход и подход «внутреннего знания». Антрополог Мелфорд Спиро подвергает анализу с одной стороны бхакти (преданность), а с другой магга (путь к освобождению). В буддизме в развитии понимания веры можно выделить два исторических пласта: ранний буддизм и поздний буддизм Махаяны. Шри-ланкийские учёные критиковали некоторые западных учёных начала XX века, такие как Луи де Ла Валле-Пуссен, Артур Берридейл Кит и Каролина Рис-Дэвидс, за недостаточное различение этих пластов.

### Ранний буддизм
В ранних буддийских текстах термин саддха обычно переводится как «вера», иногда его также переводят как «уверенность», в смысле уверенности в доктрине. По словам учёного Джона Бишопа вера в раннем буддизме «религиозна, но не теистична». Она не фокусируется на Боге как центре религии. В отличие от предшествующего ведического брахманизма идеи веры в раннем буддизме были связаны с изучаемыми и практикуемыми учениями, а не сосредоточены на внешнем божестве. Это не означает, что подход буддизма к реальности не испытывал влияние других традиций: на момент возникновения новой религии в нескольких индийских общинах уже учили критическому подходу к пониманию истины.
Вера — это не только мысленная приверженность набору принципов, она также имеет эмоциональную окраску. Учёные различают в раннем буддизме веру как радость и безмятежность, поднимающую ум на более высокий уровень, и как энергию, вызывающую уверенность в себе, необходимую для борьбы с искушениями и обретения контроля над собой. Поскольку вера помогает устранить колебания, она вдохновляет и придаёт верующему энергию.
Таким образом, буддист стремится к вере в Три драгоценности, то есть Будду, Дхарму и сангху, а также в значимость дисциплины. Однако в ранних буддийских текстах вера не подразумевает враждебное отношение или непризнание других божеств. Отвергая кровавые жертвоприношения животных, Будда не осуждал мирные подношения божествам, но считал их гораздо менее полезными, чем подношения милостыни монашеской сангхе. Таким образом, в иерархии полезности буддизма всему отводится своё место, при этом моральное поведение ценится гораздо выше, чем обряды и ритуалы.
Вера — это следствие мудрого восприятия непостоянства и страдания (дуккха). Размышления о страдании и непостоянстве приводят к возникновению у верующих чувства смятения (пали saṃvega), которое побуждает их искать прибежища в Трёх драгоценностях и в результате развивать веру. Затем вера приводит к развитию других важных умственных состояний на пути к нирване, таким как радость, концентрация и проникновение в истину. Вера сама по себе никогда не считалась достаточной для достижения нирваны.

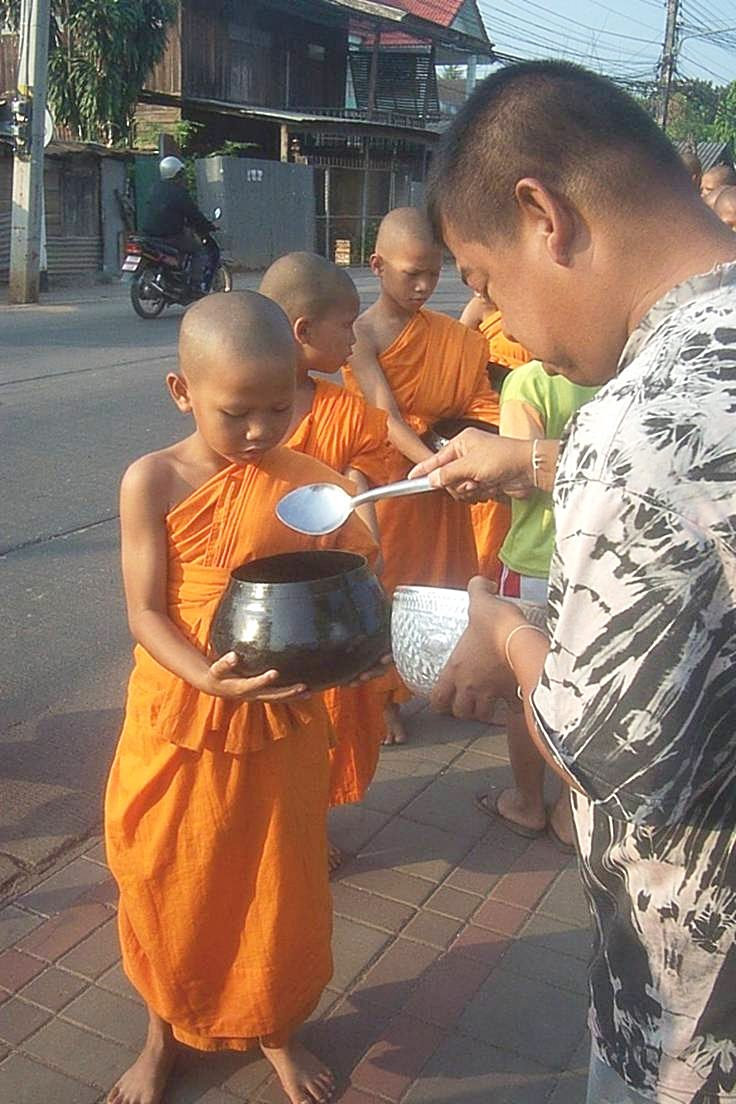
Сангха считается полем заслуг и подношение ей приносит наилучшие кармические плоды.

Верующего буддийского мирянина или мирянку называют упасакой и упасикой соответственно. Чтобы стать буддистом мирянину не требуется никаких формальных ритуалов. Некоторые тексты Палийского канона, а также более поздние комментаторы, такие как Буддхагхоша, утверждают, что мирянин-буддист может попасть на небеса только благодаря силе своей веры и любви к Будде, но в других источниках среди качеств, ведущих буддиста к перерождению на небесах, вера указана наряду с другими добродетелями, такими как нравственность. Несмотря на это, вера — важная часть идеала мирян-буддистов, привыкших посещать сангху, слушать учения и, что самое важное, оказывать благотворительность. Саддха в мирской жизни тесно связана с даной (щедростью): более всего ценится дар, сделанный с верой.
В ранних школах буддизма существовали различные списки добродетелей, в которые входила вера, например, традиция Сарвастивада отводила ей видную роль. Вера включалась в списки добродетелей для мирян и описывалась как прогрессирующее качество. Более того, ранний буддизм описывал веру как важное качество для входящих в поток — состояние, предшествующее просветлению. В стандартных описаниях буддийского пострига вера упоминается как важная мотивация. Несмотря на эту роль, некоторые индологи, такие как Андре Баро и Лили де Силва, считали, что ранний буддизм не придавал вере такой ценности как другие религии, например, христианство. Баро утверждал, что «в буддизме нет [идеи] чистой веры, сопоставимой с христианской. Идея слепой, абсолютной веры в слово учителя полностью противоречит духу раннего буддизма». Переводчик Каролина Рис Дэвидс не соглашалась с такими утверждениями, заявляя, что «для буддизма вера не менее важна, чем для всех религий, достойных этого названия». Индолог Ричард Гомбрич утверждает, что буддизм не предписывает верить в кого-то или что-то до такой степени, чтобы идти против разума. Кроме того, Гомбрич считает, что Будда не стремился создать религию, которая фокусировалась бы на приверженности его личности, хотя он признает, что такое поклонение уже наблюдалось при жизни Будды. Гомбрич отмечает, что в ранних писаниях есть много материала, подчеркивающего важность веры, но считает, что «развитие буддийских обрядов и литургий, несомненно, было совершенно непреднамеренным следствием проповедей Будды».

#### Принятие прибежища

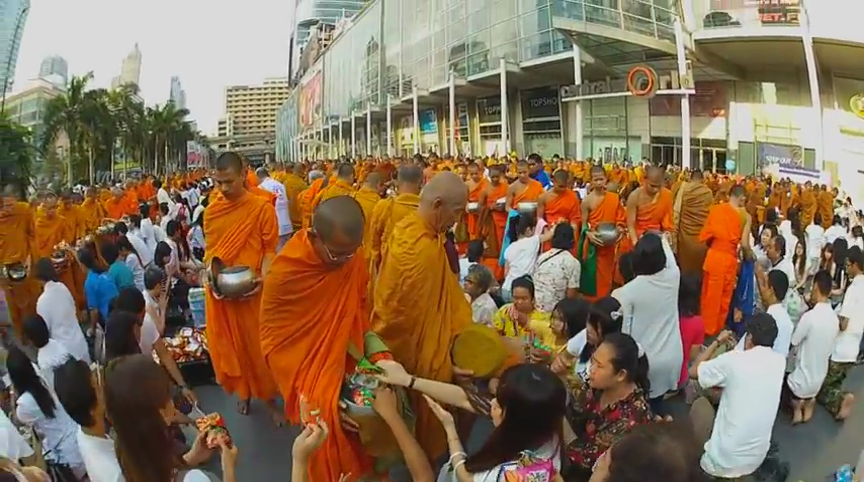
В палийском каноне буддийскому монаху отводится значительная роль в распространении и укреплении веры среди мирян.

Начиная с раннего периода, последователи буддизма выражали свою веру через акт принятия прибежища, который состоит из трёх частей. Принятие прибежища сосредотачивается на авторитете Будды как просветлённого существа, признавая Будду учителем людей и дэвов. Сюда часто относят и других будд прошлого и будущего. Во-вторых, принятие прибежища свидетельствует об истинности и действенности духовного учения Будды, которое включает в себя характеристики явлений (пали saṅkhāra), например, их непостоянство (пали anicca), и путь к освобождению. Принятие прибежища заканчивается признанием достоинства сообщества духовно развитых последователей (сангхи), под которым в основном подразумевается монашеское сообщество, но оно может включать мирян и даже дэвов, если они достигли полного или частичного просветления. Ранний буддизм относил к Трём драгоценностям, в которых принимается прибежище, бодхисаттв поскольку считалось, что они всё ещё находятся на пути к просветлению.
Ранние тексты описывали сангху как «поле заслуг» и подношения ей считались особенно кармически плодотворными. Мирские последователи поддерживают и почитают сангху, что, по их мнению, помогает им накапливать заслуги и приближает к просветлению. Буддийскому монаху отводится значительная роль в зарождении и укреплении веры среди мирян. Хотя в каноне упоминается много примеров благочестивых великих монахов, бывали также случаи, когда монахи вели себя неподобающим образом. В таких случаях тексты описывают, что Будда очень чутко реагировал на мнение мирского сообщества. Когда Будда устанавливал новые правила монашеского кодекса вследствие тех или иных проступков монахов, он обычно заявлял, что такое поведение должно быть обуздано, потому что оно «не убедит неверующих», а «верующие отвернутся». Он ожидал, что монахи, монахини и послушники не только будут вести духовную жизнь ради собственной пользы, но и станут поддерживать веру в мирянах. С другой стороны, они не должны стараться всеми силами внушить веру, совершая неуместные действия или опускаясь до уровня притворства.
Таким образом, принятие прибежища — это выражение решимости придерживаться образа жизни, в основе которого лежат Три драгоценности. Принятие прибежища осуществляется посредством короткой формулы, в которой прибежищами называют Будду, Дхарму и сангху. В ранних буддийских писаниях принятие прибежища является выражением решимости следовать путем Будды, а не отказа от ответственности.

#### Проверка
Вера может привести последователей к поиску прибежища в Трёх драгоценностях, что открывает им доселе неизвестные духовные переживания. Это религиозный или мистический аспект веры. Но есть и рациональный аспект: ценность принятия прибежища коренится в личной проверке. В Калама сутте АН 3.65 Будда возражает против следования устной традиции, наследию учения, слухам, собранию священных текстов, логическим рассуждениям, умозаключениям и кажущейся осведомлённости учителей. Знания, поступающие из таких источников, могут быть основаны на жадности, ненависти и заблуждениях, и буддийские последователи должны рассматривать их беспристрастно, а не слепо. Однако не следует всё опровергать. Необходимо лично проверить учение, различая, что ведёт к счастью и пользе, а что нет. Приводя пример такого подхода, Будда утверждает, что практика отказа от жадности, ненависти и заблуждений принесёт практикующему пользу, независимо от того, существует ли такая вещь, как кармическое воздаяние и перерождение. Таким образом, в принятии Будды и буддизма особое внимание уделяется личному опыту и суждениям. Однако человек должен также прислушиваться к советам мудрых.
В Чанки сутте МН 95 Будда указывает, что убеждения людей, основанные на вере (одобрении, устной традиции, умозаключении посредством обдумывания и согласии с воззрением после рассмотрения) могут оказаться пустыми, ложными и ошибочными, а с другой стороны убеждения, основанные не на вере и т. д. бывают действительными, истинными и безошибочными. Таким образом, когда человек придерживается определённого убеждения, он не должен делать вывод «Только это правда, все остальное ложно», а вместо этого «сохранять приверженность истине» с осознанием, что его вера такова. Таким образом, в сутте помимо прочего подвергается критике божественное откровение, традиция и высказывания, как ведущие к «безосновательной вере» и несовершенное средство обретения духовного знания или истины. В Сандака сутте МН 76 Будда также критикует простые рассуждения или логику как средство достижения истины. Он говорит, что для этого требуется личное и непосредственное интуитивное знание, на которое не влияет предубеждение. Таким образом, в буддизме в отличие от других религий вера не считается достаточной для достижения истины даже в духовных вопросах. Будда не согласен с традициями, требующими слепой веры в писания или учителей. В одной сутте в ответ на вопрос об авторитете, на котором Будда основывает свои учения, он ответил, что для него источником авторитета является не традиция, вера или разум, а скорее личный опыт.

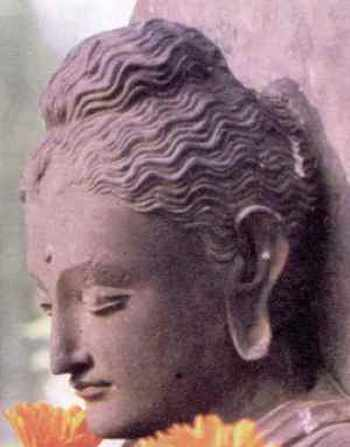
В некоторых суттах, в том числе в Вимансака сутте МН 47, Будда заявляет, что его ученики должны исследовать даже его самого, действительно ли он просветлён и чист в поведении, наблюдая за ним в течение длительного времени.

Буддист должен проверить моральные суждения и истину на личном опыте. Это ведёт к предварительному принятию, называемому «сохранением истины». Вера идёт рука об руку с готовностью учиться и пробовать, знакомясь с учением. Через личную проверку вера человека углубляется, в конечном итоге переходя от «сохранения» к «открытию» истины. Этот процесс проверки включает в себя как повседневный опыт, так и йогическую практику совершенствования ума. Более того, Будда применяет этот критерий к своему собственному учению: он достоин учить своей дхарме, потому что он проверил её на себе, а не узнал от кого-то ещё или выдумал. В нескольких суттах, включая Вимансака Сутту МН 47, Будда утверждает, что его ученики должны исследовать даже его самого на предмет того, действительно ли он просветлён и его поведение безупречно, наблюдая за ним в течение долгого времени. В Палийском каноне описано несколько человек, которые наблюдали Будду таким образом и пришли к твёрдой вере. Это не означает, однако, что Будда не принимает никаких актов почтения по отношению к себе: он учит, что религиозные ритуалы способствуют возвышению сознания мирян и помогают им на пути к лучшему перерождению и просветлению. Таким образом, серьёзному практикующему вера необходима.

#### В качестве первого шага
Вера — это изначальное доверие к Будде как духовному учителю и первичное принятие его учения. Считается, что вера приносит большую пользу неофиту-практику. В Чулахаттхипадопама сутте МН 27 Будда говорит, что путь к просветлению начинается с веры в Татхагату и продолжается практикой добродетели, медитации и мудрости. Таким образом, исходная вера придаёт убеждённость продолжать пути к конечной цели и по этой причине в ранних буддийских учениях вера обычно указывается как первое качество в списках развивающихся добродетелей.
Помимо пали saddhā, другое слово, пали pasāda, и связанные с ним синонимы, пали pasanna и пали pasidati, иногда также переводятся как «вера» в более высоком значении. Саддха углубляется, когда кто-то продвигается по духовному пути, в ранних текстах это иногда описано как пали pasāda и как пали bhakti. Пасада — это вера и влечение к учителю, но она сопровождается ясностью ума, спокойствием и пониманием. Верующий ученик развивает и укрепляет свою веру, основываясь на духовном постижении. Это приводит к тому, что его вера становится «непоколебимой».
Таким образом, хотя одной веры недостаточно, она является первым шагом на пути, ведущем к мудрости и просветлению. Во многих учениях раннего буддизма вера упоминается как первый шаг, тогда как мудрость — как последний. На последнем этапе буддийского пути, когда практикующий становится арахантом, вера полностью сменяется мудростью. Арахант более не полагается на веру, хотя иногда говорится, что на этой стадии присутствует осознанная вера. Поэтому Будда хвалит большинство своих учеников за мудрость, а не за веру. Исключение составляет монах Ваккали, которого Будда признавал как «лучшего среди тех, кто имел веру». В Палийском каноне описаны различные подходы к вере. Развитие веру в кого-то, даже в самого Будду, приносит мало пользы, если вера слишком сильно связана с поверхностными чертами, такими как внешний вид, и слишком мало — с учением Будды. Считается, что такой подход к вере ведет к привязанности и гневу и имеет другие недостатки. Это препятствие для следования по пути Будды и достижения просветления, как в случае с Ваккали. Вера и преданность всегда должны идти рука об руку с чувством равностности.

### В буддизме Махаяны

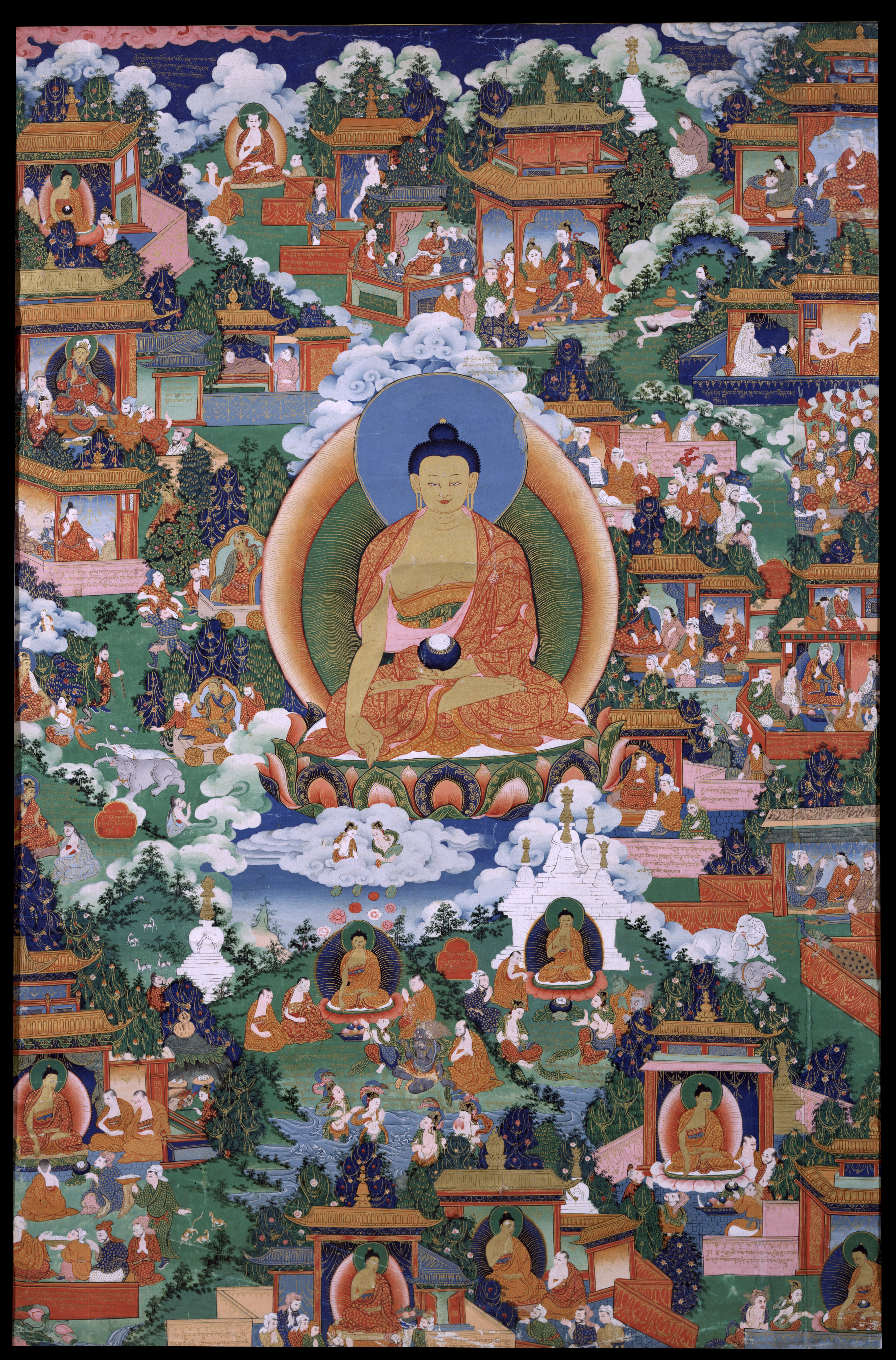
Гаутама Будда со сценами из легенд Аваданы

В период правления императора Ашоки (III—II век до н. э.) буддисты уделяли больше внимания вере, поскольку Ашока способствовал развитию буддизма среди населения для объединения своей империи. Эта новая тенденция увеличила поклонение ступам и вызвала появление большого количества религиозной литературы (авадана). Во II веке нашей эры получили распространение изображения Будды и в индийской религии произошёл сдвиг акцента в сторону эмоциональной преданности. Это привело к появлению новых перспектив в буддизме, которые проложили путь к возникновению Махаяны.
В целом роль веры в буддизме Махаяны аналогична роли веры в Тхераваде — в обоих случаях вера является неотъемлемой частью практики. Даже в современном буддизме Тхеравады, который базируется на Палийском каноне, вера по-прежнему важна в традиционных буддийских обществах. Тхеравадины считают веру в Тройную драгоценность защитной силой в повседневной жизни, особенно в сочетании с нравственным поведением. Однако с развитием буддизма Махаяны глубина и диапазон учений о вере увеличились. Средоточием преданности и веры стали многочисленные бодхисаттвы, что придало буддизму Махаяны теистический" оттенок. В раннем буддизме уже можно найти тексты, в которых предполагалось, что Будда и другие просветлённые существа обладают трансцендентной природой. Позднее тхеравадины считали, что Майтрейя, будда грядущего, ожидает своего перерождения в образе человека на небесах, и постепенно всё больше почитали его. Сторонники Махаяны подвергли эту идею дальнейшему развитию. После паринирваны Будды его последователи испытывали чувство сожаления об отсутствии Учителя в этом мире и желание «увидеть» Будду (санскр. darśana) и обрести его силу. Махаянисты расширили значение Трёх драгоценностей, включив в неё будд, обитающих на небесах, и позже назвали их буддами самбхогакая («воплощение наслаждения Дхармой»). Усиленное внимание к этим небесным буддам, проявляющимся постоянно и повсеместно, начало затмевать роль Гаутамы Будды в буддийской вере. Буддизм Чистой Земли сосредоточил свою веру в основном на этих небесных буддах, особенно на будде Амитабхе.
Поклонение небесным буддам привело к тому, что бодхисаттвы, олицетворяющие идеалы Махаяны, постепенно стали центром обширного культа. К VI веку изображение бодхисаттв в буддийской иконографии стало обычным явлением, например, Авалокитешвары, олицетворяющего сострадание, и воплощающего мудрость Манджушри. Также появились повествования о бодхисаттвах и их добрых делах .
Таким образом, в XII и XIII веках в японском буддизме акцент в сместился с личного просветления на связь с универсальной природой будды и царствами, в которых живут будды. С развитием направления мысли Мадхьямака будда перестал рассматриваться только как историческая личность и идея сущностного единства всех живых существ стала неотъемлемой частью буддийской теории и практики. По словам буддолога Минору Киёта, это привело к появлению школы буддизма Чистой Земли и к смещению упора в дзен-буддизме на поиск природы Будды внутри себя.
В Махаяне для обозначения веры в основном используют следующие термины: кит. Xin и яп. shin. Эти термины могут относиться как к доверию, так и к безоговорочному принятию объекта своей преданности. Они также используются в чань и дзен-буддизме для обозначения уверенности в том, что зародыш будды (санскр. tathāgatagarbha) скрыт в сознании каждого и может быть обнаружен, когда человек отказывается от привычек ума. Таким образом, буддисты чань и дзен считают веру одним из трёх основных элементов практики медитации, наряду с решимостью и сомнением. В свою очередь приверженцы амидаизма проводят различие между аспектом ума, относящимся к вере, кит. xinji и яп. shinjin, который пробуждается практикой преданности и смирения Будде Амитабхе, и аспектом ума кит. xinfa и яп. shingyō, который связан с радостью и уверенностью в возможности встретиться с Буддой Амитабхой. Традиция Чистой Земли описывает пробуждение веры как трансцендентный опыт вне времени, подобный состоянию, предшествующему просветлению. Согласно учению основателя школы Дзёдо-синсю Синрана, такое переживание веры, которое он назвал «Свет» (яп. kōmyō), придавало последователям не только полную уверенность в мудрости и решимости Будды Амитабхи спасти их, но и чувство совершенной зависимости от Амитабхи ввиду своей личной слабости.
Несмотря на важные изменения, произошедшие с возникновением буддизма Махаяны, было бы упрощением утверждать, что до Махаяны религиозного движения не существовало. Религиозное рвение стало обычным явлением в текстах и практиках того времени, когда были составлены тексты Абхидхаммы. Более того, поздний буддизм Тхеравады стал уделять больше внимания агиографическим рассказам о Будде и бодхисаттве, и во многих случаях Будда играл важную роль в просветлении других людей.

#### Буддизм Тяньтай, Тэндай и Нитирэн

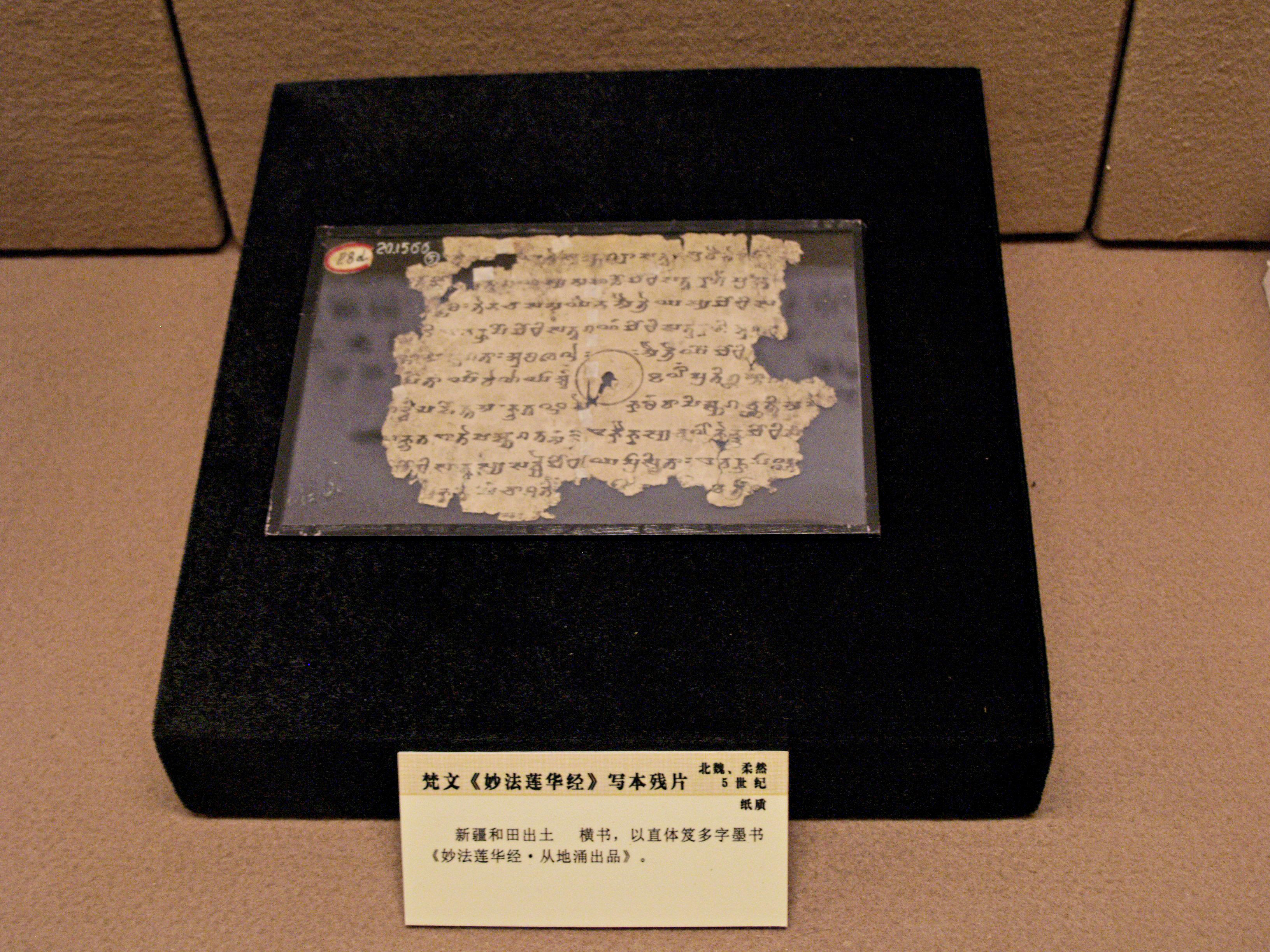
Фрагмент манускрипта V века Лотосовой сутры из жужаньского каганата, Северная Вэй, обнаруженный в Хотане, провинция Синьцзян.

Лотосовая сутра, один из самых почитаемых текстов в Юго-Восточной Азии, охватывает идеал веры Махаяны. В средневековом Китае и Японии с Лотосовой сутрой было связано множество легенд о чудесах, что способствовало её популярности. Учёные предположили, что акцент на Будде как на отце помог популяризации сутры.
Лотосовая сутра была составлена в первые два века нашей эры. В рамках «культа книги» махаянисты заменили ступы-реликварии в качестве объекта поклонения Дхармой, представленной в сутре. Лотосовая сутра пользовалась наибольшим почитанием среди большинства сутр. В самой сутре описаны различные типы возможного выражения ей преданности — получение и сохранение, чтение, декламация вслух, заучивание наизусть и переписывание. В некоторых копиях писцы изображали каждую букву, в виде Будды в ступе.
Китайская школа Тяньтай (VI век) и её более поздняя японская форма, Тэндай, способствовали дальнейшему развитию культа Лотосовой сутры в сочетании с преданностью Будде Амитабхе. Последователи этих школ верили, что сутра является высшей среди всех учений Будды и ведёт к просветлению в настоящей жизни. Некоторые школы периода Камакура (XII—XIV вв) почитали Лотосовую Сутру до такой степени, что видели в ней единственную колесницу или путь дхармы. Японский учитель Нитирэн (1222—1282) считал, что только практика поклонения Лотосовой сутре ведёт общество в идеальную землю Будды.
По этой причине Нитирэн, пропагандируя веру и поклонение сутре, резко критиковал другие школы и способы поклонения. Рассматривая сутру как пророчество о миссии своего собственного движения, Нитирэн верил, что преданность сутре позволяет в этой самой жизни достигнуть Чистой Земли, которая является идеалом просветления в буддизме Махаяны. Он учил, что поклонение сутре ведёт практикующего к объединению с вечным Буддой, проявлениями которого, как он считал, являются все будды. Он призывал произносить название сутры, основываясь «только на вере». Несмотря на столь сильную преданность Лотосовой сутре, Нитирэн не считал важным изучать её текст, полагая, что повторение названия является наиболее эффективной практикой для людей, живущих в «Век упадка Дхармы».
В настоящее время более сорока организаций продолжают традицию Нитирэн, некоторые объединяют мирских последователей.

#### Буддизм Чистой Земли

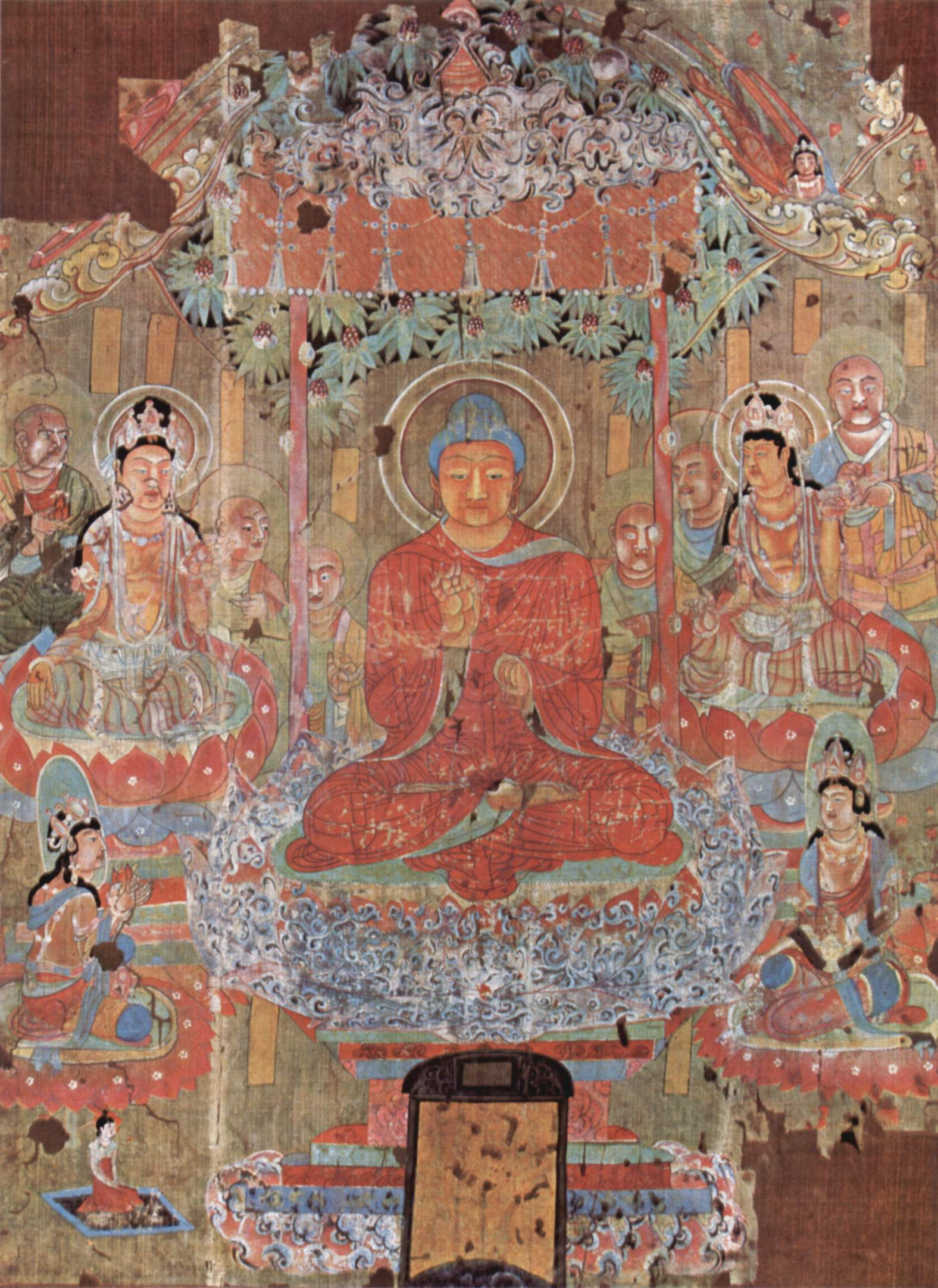
Амитабха Будда

Возможно, именно в сутрах буддизма Чистой Земли вера и преданность достигают вершины в сотериологическом значении. В Махаяне поклонение небесным буддам привело к возникновению идеи, что эти будды были способны создавать поля будд (санскр. buddha-kṣetra) или Чистые Земли (санскр. sukhāvatī). В буддизме Чистой Земли считается, что именно вера в спасительное сострадание Будды Амитабхи в сочетании с искренним желанием войти в созданную им Чистую Землю приносит избавление. Чистая Земля готовит верующего к достижению пробуждения и нирваны. Буддизм Чистой Земли во многом отличался от большинства форм буддизма того времени, которые основывались на личных усилиях и методах самоконтроля.
Последователи Махаяны считали Амитабху (в переводе с санскрита означает «безграничный свет») одним из небесных будд. Большая Сукхавативьюха сутра описывает Будду Амитабху в виде монаха, который, практикуя под руководством Будды в предыдущую эпоху, поклялся создать своими духовными силами землю. Через эту идеальную страну он с лёгкостью смог бы привести множество живых существ к окончательному просветлению. Поэтому он дал клятву, что, как только достигнет состояния будды, живому существу будет достаточно просто произнести его имя, чтобы родиться в этой Чистой Земле. Культ Будды Амитабхи, распространённый в Японии, Корее, Китае и Тибете, возник в Индии примерно в начале нашей эры. Центральная идея буддизма Чистой Земли заключена в том, что нынешняя эпоха, в которой живут люди, — это Век упадка Дхармы (кит. mofa и яп. shinjin), заключительный этап нынешней сасаны Будды Гаутамы. Буддисты Чистой Земли верят, что в этот период люди сильно ограничены в своих собственных способностях достичь просветления. Поэтому они должны полагаться на внешнюю силу (Будду Амитабху) и отложить достижение Нирваны до своего перерождения в Чистой Земле. Распространение подобных взглядов могло быть связано с жестокими гражданскими конфликтами, голодом, пожарами и упадком монастырей. Но идея опоры на внешнюю силу могла появиться и вследствие учений Махаяны о природе Будды, которые значительно увеличили дистанцию между не достигшим и не достигшим состояния Будды.

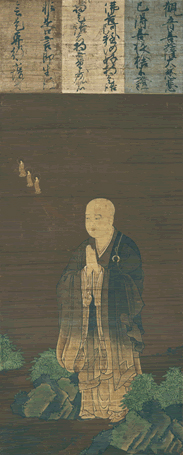
Картина китайского священника и писателя Шаньдао

Буддизм Чистой Земли был основан учителем Хуэйюанем (334—416 гг. н. э.) с учреждением на горе Лушань Общества Белого лотоса. Китайский буддийский монах Шаньдао (613—681 гг. н. э.) начал уделять особое внимание чтению мантр в честь Будды Амитабхи (кит. nianfo, яп. nembutsu) в сочетании с несколькими другими практиками. Вероятно, с самого начала в вере Чистой Земли существовал парадокс, заключающийся в одновременной пропаганде двух идеалов: с одной стороны, учителя Чистой Земли учили, что бодхисаттвы, создавшие Чистые Земли силой своих заслуг, вдохновляют верующих прилагать усилия, накапливая заслуги. С другой стороны, считалось, что верующие должны полагаться исключительно на свою преданность буддам, в частности Амитабхе, который придёт им на помощь. Последний идеал стал преобладающим в японском буддизме Чистой Земли. Но даже в Японии было много споров о том, следует ли делать акцент на активные действия верующего или же пассивно опираться на Будду Амитабху и его обет.
Буддизм Чистой Земли в настоящее время по-прежнему является одной из самых популярных форм религии в Восточной Азии и его практикуют большинство восточноазиатских монахов. С 1990-х годов старшее поколение китайцев всё ещё использовало мантру Амитабха в повседневных приветствиях.

##### Япония
Монахи Гэнсин (942—1017), Хонэн (1133—1212) и его ученик Синран (1173—1262) применили учение Шаньдао в Японии и создали Дзёдо-синсю — Истинную Школу Чистой Земли. Они верили и учили, что искреннего произнесения нэмбуцу будет достаточно, чтобы обеспечить вход верующего в Западный Рай. Хотя Хонэн первоначально заявлял, что частое повторение мантры сделает освобождение более вероятным, Синран позднее пояснил, что для спасения будет достаточно однократного произнесения (яп. ichinengi). Последующие повторы будут просто изъявлением благодарности Будде Амитабхе, которое также выражалось и в других религиозных обычаях и практиках. Синран пришёл к выводу, что нет необходимости в глубоком понимании учения Будды и соблюдении нравственности, а некоторые практики, такие как медитация, даже вредны для веры в Будду Амитабху.
Концепция, принятая Синраном, впервые возникла у Шаньдао: во-первых, это искренняя вера в личность Будды Амитабхи; во-вторых, глубокая вера в клятву, которую дал Будда Амитабха, и убеждённость в своей собственной низкой природе, и, наконец, желание посвятить заслуги, накопленные совершением добрых дел, рождению в Чистой Земле, где, как считалось, жил Будда Амитабха. Эти три идеи вместе были известны как «единство сердца» (яп. isshin). Синран также учил, что такая абсолютная вера сделает людей равными Майтрейе, грядущему Будде, поскольку их просветление будет обеспечено безусловно.
Синран довёл учение Хонена до крайности: поскольку он был убеждён, что без помощи Будды Амитабхи ему суждено попасть в ад, преданность Будде Амитабхе и вера в его обет были единственным путем к спасению. Делая акцент на преданности Будде Амитабхе, Хонен не ограничивался ею: в свою очередь Синран учил пути преданности только Будде Амитабхе. Таким образом, буддизм Чистой Земли Синрана сосредоточился на ограниченном наборе практик, в отличие от широкого диапазона методов буддизма Тендай. Для этого периода в японском буддизме характерна избирательная природа веры: японские учителя Чистой Земли, такие как Синран, учили, что Чистая Земля — единственно правильная форма буддизма; другие формы буддизма критиковались как неэффективные для эпохи упадка Дхармы. В-третьих, хотя ранний буддизм уже делал акцент на отпускании самомнения посредством практики дхармы, более поздняя версия традиции Чистой Земли развила это положение, заявив, что люди должны отказаться от всякой «силы собственного я» и позволить целительной силе Амитабхи за них проделать работу по достижению спасения. Считалось, что эта сила превосходит закон кармы. Более того, в то время как Хонен учил, что вера может быть усилена практикой нэмбуцу, Синран утверждал, что вера должна предшествовать практике и не может быть укреплена с её помощью. Четвёртой характеристикой движения была его демократическая природа: в некоторых отрывках Синран заявил, что «порочные» люди имеют столько же шансов достичь Чистой Земли, как и «добродетельные», идея схожа с христианским «спасением грешников».
Старые буддийские ордена резко осудили движение за создание новой школы, искажение буддийских учений и оскорбление Гаутамы Будды. Когда император почувствовал, что некоторые из монахов Хонэна поступают неподобающе, Хонен был сослан в отдалённую провинцию на четыре года. Проповедь Синрана против обряда безбрачия, на основании того, что это указывает на недостаток доверия к Амитабхе Будде, также привела к его изгнанию. Помимо Синрана, были сосланы другие монахи, которые подчеркивали собственную интерпретацию веры, поскольку последователи их учений зачастую не принимали авторитета аристократов, стоявших у власти.
В XV веке Рэннё (1415—1499), возглавив Дзёдо-синсю, попытался реформировать школу. Он выступал против идеи Синрана о ненужности морали, чтобы войти в Чистую Землю и встретить Будду Амитабху. Он считал, что нравственность должна идти рука об руку с верой и быть способом выразить благодарность Амитабхе. Дзёдо-синсю по-прежнему остаётся самой популярной и крупнейшей буддийской сектой в Японии, сохранившейся в традициях Ниси Хонган-дзи иХигаси Хонган-дзи.

#### Дзэн-буддизм

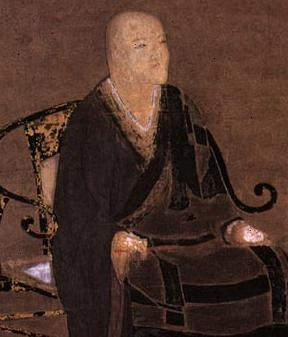
Портрет Догэна, японского учителя дзен

Подобно Дзёдо-синсю, некоторые формы дзэн-буддизма возникли как реакция на буддизм Тэндай. Так же, как и в буддизме Чистой Земли, вера играет важную роль в школе Сото-сю. Эта форма дзэн, также известная как «фермерский дзэн» из-за её популярности в аграрном обществе, была разработана Догэном (1200—1253). Помимо сосредоточения на практике медитации, распространённой в дзэн-буддизме, Догэн возродил интерес к изучению сутр, которые, согласно его учению, вселяют веру, основанную на понимании. Вдохновлённый китайским чань-буддизмом, Догэн был увлечён возвращением к простой жизни, примером которого в сутрах для него служил Будда. Он также считал, что сидячая медитация — это не только путь к просветлению, но и способ выразить природу Будды внутри себя. Практикующий должен верить в то, что природа Будды уже внутри него, хотя и не в форме постоянного «я». Догэн считал, что просветление возможно в этой жизни, даже для мирянина, и он не верил в идею Эпохи упадка Дхармы.

#### Культ Авалокитешвары

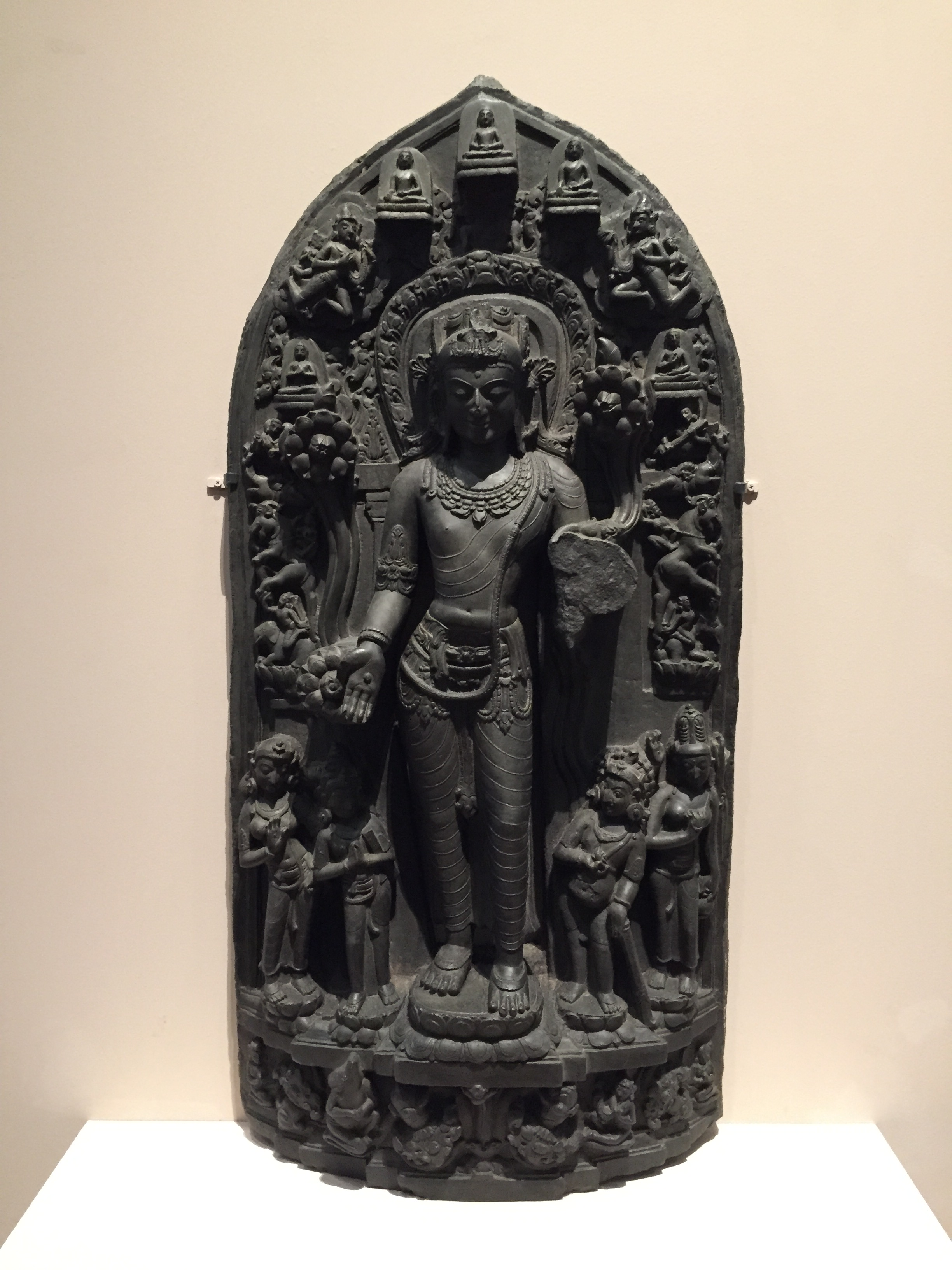
Скульптура Авалокитешвары с пятью Небесными Буддами по верхнему внешнему краю.

В восточноазиатском буддизме большое внимание уделялось поклонению бодхисаттве Авалокитешваре. Его культ зародился на северных границах Индии и затем распространился во среди различных слоёв общества во многих странах, таких как Китай, Тибет, Япония, Шри-Ланка и других частях Юго-Восточной Азии.
В «Авалокитешвара-сутре» говорится, что Авалокитешвара поможет всем людям, с верой произносящим его имя, исполнив множество их желаний и пробуждая в них сострадательную природу Будды. Авалокитешвара тесно связан с Буддой Амитабхой, так как считается, что он живёт в той же Чистой Земле и придёт на помощь тем, кто назовёт имя Будды Амитабхи. Культ Авалокитешвары, следование которому направлено как на получение мирских благ, так и на спасение, получил распространение посредством Лотосовой сутры, которая включает главу об этом бодхисаттве, а также через сутры Праджняпарамиты. Авалокитешвару часто изображают в виде женщины и в этой женской ипостаси он известен в Китае как Гуаньинь, что происходит от связи с женским буддийским божеством Тарой. В настоящее время Авалокитешвара и его женская форма Гуаньинь являются одними из самых изображаемых фигур в буддизме, а Гуаньинь также служит объектом поклонения даосов.

### Другие исторические изменения

#### Божества
В буддизме будды и другие просветлённые существа могут быть предметом почитания, подобно богам в других религиях. Хотя буддизм признаёт существование божеств, считается, что будды и другие просветлённые существа отличаются от них, поскольку находятся вне круговорота рождения и смерти. Это не означает, что в буддизме не существовало поклонения божествам. Однако оно зачастую считалось формой суеверий или формой искусных средств, ведущих обычных людей к лучшему перерождению, но не более того.
По мере распространения буддизма отношение новой религии к местными божествами было важным фактором успеха, но буддисты часто отрицали это из-за локального стремления к ортодоксальности. Более того, учёные мало интересовались ролью местных божеств, поскольку она не охватывается никакими стандартными академическими дисциплинами. Тем не менее божества с самого раннего периода развития буддизма играли роль в буддийской космологии. Есть множество легенд о том, как божества принимали буддийское учение и даже становились его защитниками. Адаптировав местные верования, буддийские учителя поставили на вершину иерархии Будду и возникла буддийская космология. Частью этого процесса было изображение этих божеств жестокими и хаотичными, в отличие от Будды и его последователей — это было недалеко от истины, поскольку буддийские миссионеры часто происходили из более упорядоченных и менее жестоких культур. Таким образом змееподобные божества (нага), птицеподобные божества и жестокие духи, которые ранее были в центре добуддийских культов, стали хранителями буддийского учения. Этот процесс адаптации местных божеств зачастую имел место, когда миряне или монахи не отказывались полностью от своей прежней веры, принимая буддизм. В ранних палийских текстах, а также в некоторых обычаях традиционных буддийских обществ всё ещё можно найти следы того периода, когда буддизм конкурировал с поклонением нагам и ассимилировал некоторые черты старого культа.
В некоторых буддийских странах, таких как Япония, возникла перспектива человеческого мира как микрокосма макрокосмических царств Будд. Это позволило более терпимо относиться к местным традициям и народной религии, которые считались связанными с этим макрокосмосом и, следовательно, частью буддизма. Всё это привело к тому, что буддизм включил множество божеств в свою систему веры, но каждому божеству было отведено своё место и роль, подчинённая Будде. Даже в Дзёдо-синсю учили, что не следует очернять синтоистских божеств, хотя школа не разрешала им поклоняться. Более того, во многих буддийских странах буддийские ритуалы совершались не только монахами, но и знатоками добуддийских традиций. Обычно это были миряне, которые выполняли эти функции помимо своих повседневных обязанностей.
Буддизм не только ввёл божеств в свой пантеон, но и адаптировал к ним свои собственные учения. По мнению религиоведа Дональда Свирера, бодхисаттвы, поклонение реликвиям и жития буддийских святых были для буддизма способами приспособиться к добуддийским божествам и анимистическим верованиям, вписав их в систему буддийского мышления. Восточноазиатские буддийские движения, такие как китайский Белый лотос, были трансформацией подобных анимистических верований. Этим также объясняется популярность таких движений, как буддизм Чистой Земли в Японии при Хонене и Синране, хотя в своих учениях они выступали против анимизма.

#### Милленаризм
Буддизм — преобладающая форма незападного милленаризма. Во многих буддийских традициях существует концепция тысячелетия, возникающая в мире в эпоху апокалипсиса. В буддизме считается, что рост и упадок мира происходят циклично, период упадка заканчивается появлением чакравартина и, наконец, приходом будды будущего, с которым начнётся новый период расцвета. Преданность такому мессии была частью почти каждой буддийской традиции. Милленаристские движения, как правило, представляют собой форму отрицания доминирующей культуры, сопротивления «попыткам поставить разум и логику выше веры».
В восточноазиатских традициях конец света особенно ассоциируется с приходом будды будущего, то есть Майтрейи. В ранних палийских текстах он упоминается лишь вкратце, но занимает видное место в более поздних санскритских традициях, таких как Махасангхика. В Китае, Бирме и Таиланде его почитали его в рамках милленаристских движений и верили, что Будда Майтрейя появится во времена страданий и кризиса, чтобы открыть новую счастливую эру. Начиная с XIV века, в Китае возникла секта Белого Лотоса, участники которой верили в приход Майтрейи в апокалиптическую эпоху и в то, что их вера в правильные учения спасёт их, когда наступит новая мировая эра. Миллениаристские верования Белого лотоса оказались стойкими и сохранились до XIX века, когда китайцы связали приход эпохи Майтрейи с политической революцией. Но это был не единственный случай, когда милленаристские верования способствовали политическим изменениям: на протяжении большей части истории Китая вера и поклонение будде будущего часто вызывали восстания, направленные на то, чтобы изменить общество к лучшему в ожидании Майтрейи. Некоторые из этих восстаний привели к мощным революциям и разрушению императорских династий. Тем не менее, вера в наступление новой эры Майтрейи была не просто политической пропагандой, направленной на разжигание восстания, но, по словам китаиста Дэниела Овермайера, «укоренена в повседневной религиозной жизни».
В Японии миллениаристские тенденции можно наблюдать в идее Эпохи Упадка Дхармы, которая была наиболее заметной в буддизме Нитирэн. Однако полноценные формы милленаризма возникли начиная с XIX века, с появлением новых религий.

### Современные изменения

#### Буддийский модернизм
Хотя в прежде некоторые школы буддизма принижали значение веры в буддийской практике, широкая критика веры началась только в наше время. В XVIII веке в эпоху Просвещения западные интеллектуалы стали рассматривать религию как связанную с культурой, в противоположность единственной истине разума. К концу XIX века этот взгляд на религию повлиял на реакцию Запада на буддизм. Например, Эдвин Арнольд начал представлять буддизм как способ устранения противоречия между наукой и религией, как рациональную религию, свободную от культуры. По мере того как западная наука и рационализм распространились в Азии, интеллектуалы в азиатских странах, например, Шри-Ланке, развили аналогичные идеи. Из-за угрозы со стороны колониальных держав и христианства, а также роста городского среднего класса в конце XIX века буддизм Шри-Ланки начал меняться. Выходцы с Запада и местные жители, получившие образование в Великобритании, начали ратовать за буддизм как рациональную философию, свободную от слепой веры и идолопоклонства, согласующуюся с наукой и современными идеями. Они рассматривали традиционные практики, такие как поклонение реликвиям и прочие религиозные ритуалы, как искажение идеальной, рациональной формы буддизма, ассимилируя викторианские и другие современные ценности и определяя их как традиционно буддистские, зачастую не осознавая их корней.

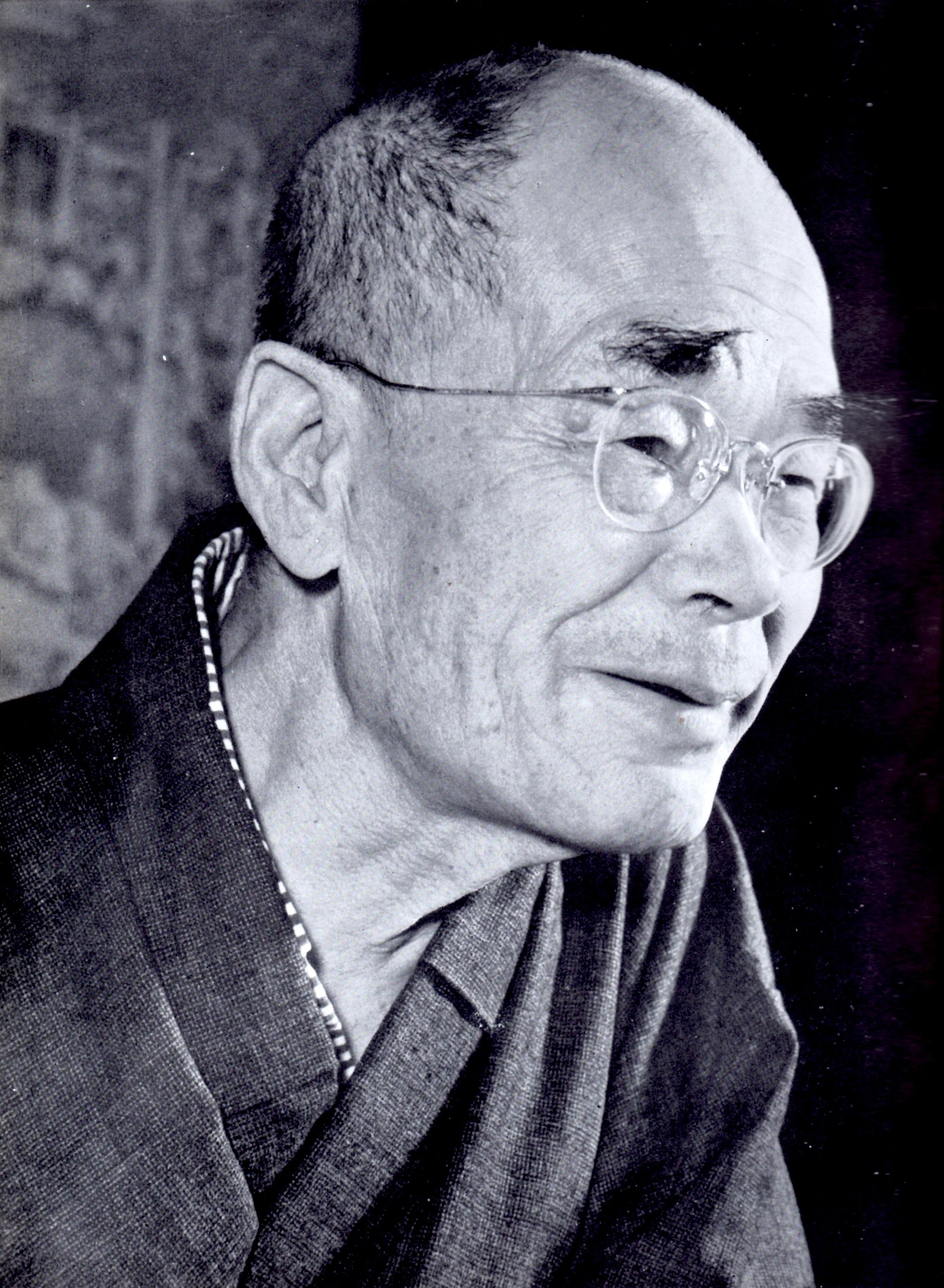
Дайсэцу Тэйтаро Судзуки

В Японии, начиная с периода Мэйдзи, буддизм подвергался нападкам местных жителей как чужеродная и суеверная религия. В ответ на это в буддийских школах, таких как дзэн, появилось движение под названием «Новый буддизм» (яп. shin Bukkyō), которое делало акцент на рационализме, модернизме и идеалах воина. В XX веке в Японии также возник « Критический буддизм» во главе с двумя академиками Хакамая Нориаки и Мацумото Сиро, как отклик на традиционный буддизм. Философская школа Нориаки и Широ критиковала идеи китайского и японского буддизма за подрыв критического мышления, поощрение слепой веры и неспособность улучшать общество. Исследователь Питер Грегори, однако, отмечает, что попытка критических буддистов найти чистый, неподдельный буддизм, по иронии судьбы, сродни тому же эссенциализму, который они критиковали. Другие учёные приводили аналогичные аргументы. Критический буддизм отвергает слепую веру и веру в природу Будды, но при этом оставляет место для веры: буддийская вера, утверждает Нориаки, — это бескомпромиссная критическая способность различать истинный и ложный буддизм и придерживаться истинного. Нориаки противопоставляет такую истинную веру японскому идеалу гармонии, который, по его мнению, идёт рука об руку с некритическим принятием небуддийских идеалов, включая насилие.
Несмотря на эти широко распространённые модернистские тенденции в Азии, учёные также наблюдали упадок рационализма и возрождение старинных религиозных учений и практик: с 1980-х годов отмечалось, что в шри-ланкийском буддизме религиозная преданность, магические практики, почитание божеств, а также двойственное отношение к нравственности стали более распространенными, поскольку влияние протестантского буддизма ослабевало. Описывая эту тенденцию, Ричард Гомбрих и антрополог Гананат Обейесекере говорили о пост-протестантском буддизме.

#### Буддизм XX века на Западе

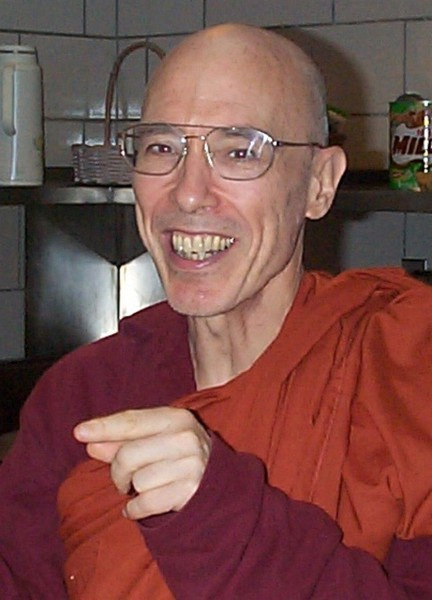
Бхиккху Бодхи

С распространением буддизма на Западе в XX веке религиозные обряды продолжали играть важную роль среди азиатских этнических сообществ, хотя гораздо меньше, чем в западных «обращённых» общинах. Влияние буддийского модернизма также можно было почувствовать на Западе, где организации, возглавляемые мирянами, часто предлагали курсы медитации без особого акцента на духовности. Такие писатели, как Д. Т. Судзуки, описывали медитацию как транскультурную и нерелигиозную практику, что очень понравилась жителям Запада. Таким образом, в западном светском буддизме медитации уделялось больше внимания, чем в традиционных буддийских общинах, а вере или преданности — меньше. Как и в современной Азии, на Западе акцент делался в основном на рациональных и интеллектуальных аспектах буддизма, поскольку буддизм часто сравнивали с христианством. Автор и буддийский учитель Стивен Бэтчелор пытался защищать «оригинальный, древний буддизм», каковым он был до того, как стал «институционализированным как религия».
В противоположность этим типично модернистским тенденциям, отмечалось, что некоторые западные буддийские общины демонстрируют большую приверженность своей практике и вере и поэтому являются более традиционно религиозными, чем большинство форм духовности Нью Эйдж. Кроме того, несколько буддийских учителей высказались против интерпретаций буддизма, отвергающих всякую веру и преданность, включая переводчика и монаха Бхиккху Бодхи. Бхиккху Бодхи утверждает, что многие жители Запада неправильно поняли Калама сутту, поскольку буддизм учит, что вера и личная проверка истинности должны идти рука об руку и отказываться от веры нельзя.
Во второй половине XX века на Западе возникла уникальная ситуация, связанная с буддизмом: впервые с тех пор, как буддизм покинул Индию, представители разных буддийских традиций смогли общаться на одном языке. Это привело к усилению эклектики между ними. Кроме того, с развитием научных исследований методов медитации видные буддийские авторы стали ссылаться на научные доказательства, доказывающие её эффективность, а не на священные писания или монашеские авторитеты.

#### Наваяна
В 1956 году индийский политический деятелель Амбедкар (1891—1956), будучи сам далитом (неприкасаемым), положил начало новому буддийскому движению — Наваяне. Это привело к массовому обращению неприкасаемых в буддизм, число которых единовременно достигло 500 000. Далиты, недовольные кастовой системой Индии, нашли выход в буддизме. В 2010-х годах насильственные инциденты, затронувшие далитов, привели к новым массовым обращениям в Гуджарате и других штатах. Некоторые новообращённые признают, что их шаг — это политический выбор с целью изменить своё социальное положение, поскольку обращение поможет им более не подпадать под классификацию индуистской кастовой системы.
Одни учёные описали взгляд Амбедкара на буддизм как светский и модернистский, а не религиозный, поскольку он подчеркивал атеистические аспекты буддизма и рациональность и отвергал индуистскую сотериологию и иерархию. Другие интерпретировали организованное им движение как форму критического традиционализма, в котором Амбедкар переосмысливает традиционные индуистские концепции, не отвергая их полностью. В частности, Гаури Висванатхан утверждает, что инициированное Амбедкаром преобразование далитов отводит вере более центральную, светскую роль, чем прежде. Однако межкультурный исследователь Гангули Дебджани указывает на религиозные элементы в описании Амбедкаром жизни и учения Будды и утверждает, что Амбедкар прославлял Будду как «источник рациональности». Некоторые учёные утверждали, что несмотря на отказ Амбедкара от религиозных ритуалов, последователи почитают Будду и его самого посредством традиционных религиозных практик (санскр. bhakti), таких как сказительство, песни и стихи, праздники и изображения.